# Tropheus
Tropheus ist eine Gattung von Fischen aus der Familie Buntbarsche (Cichlidae), die endemisch im ostafrikanischen Tanganjikasee vorkommen. Im deutschsprachigen Raum werden sie, heute jedoch sehr selten, umgangssprachlich auch Brabantbuntbarsche genannt. Der Gattungsname Tropheus kommt von trophos (griechisch), was so viel wie Amme bedeutet. Da es eine große Anzahl von Farbformen gibt, wird zur eindeutigen Beschreibung dem Artnamen normalerweise der Fundort angefügt.

## Arten
Von der Gattung sind mittlerweile 6 Arten wissenschaftlich beschrieben:
- Tropheus annectens BOULENGER, 1900
- Tropheus brichardi NELISSEN & THYS, 1975
- Tropheus duboisi MARLIER, 1959
- Tropheus kasabae NELISSEN, 1977
- Tropheus moorii BOULENGER, 1898
- Tropheus polli AXELROD, 1977

Außerdem gibt es eine große Gruppe von Tieren dieser Gattung, die nicht eindeutig einer Art zugewiesen werden können. Sie werden als Tropheus spec. oder Tropheus spec. aff. beschrieben, beispielsweise Tropheus spec. aff. moorii „Bemba“ oder Tropheus spec. aff. moorii „Moliro“. Letzteres bedeutet, dass solche Exemplare wahrscheinlich der Art Tropheus moorii zugeordnet werden müssen, ein wissenschaftlicher Beleg aber fehlt. Im südlichen Seeabschnitt gibt es mindestens drei genetische Linien (Kladen), die als eigenständige Arten angesehen werden können, Tropheus sp. ‘maculatus’, Tropheus sp. ‘Mpimbwe’ und Tropheus sp. ‘red’.

## Körperbau
Je nach Art werden die Fische zwischen 12 und 16 cm groß und haben einen kräftigen Körperbau mit einer ausgeprägten Brustpartie. Sie existieren in vielen unterschiedlichen Farbvarianten, die meist einen schwarzen beziehungsweise grau-braunen Grundton besitzen. Die Flossen und die Körpermuster (beispielsweise Binden und/oder größere Flecken an der Flanke) sind häufig kräftig und recht bunt gefärbt. Alle Arten besitzen bis zum Alter von wenigen Wochen ein einheitliches Querstreifenmuster. Ihr breites, nicht sehr tief gespaltenes Maul ist mit zwei- oder dreispitzigen Zähnen besetzt.

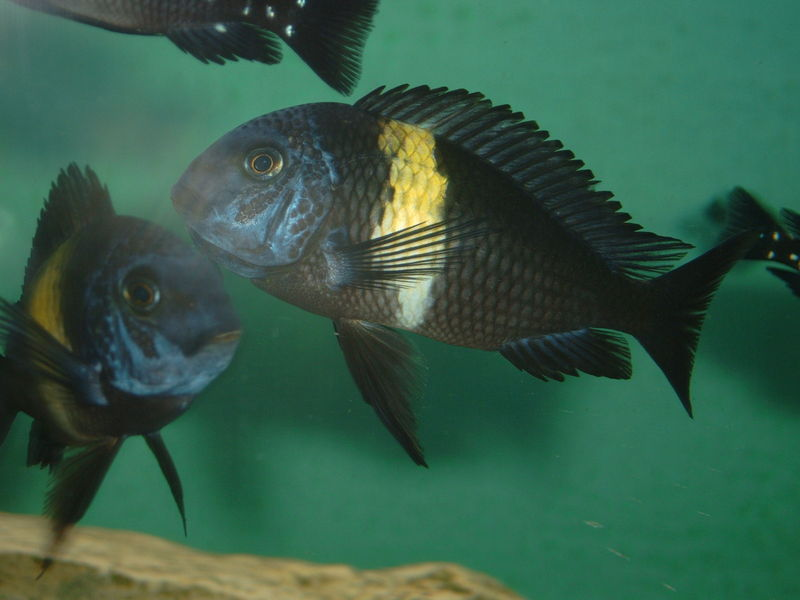
Tropheus duboisi

Aufgrund eines fehlenden Sexualdimorphismus lassen sich Männchen und Weibchen anhand äußerer Merkmale nicht eindeutig unterscheiden. Aufschluss darüber ergibt häufig nur die genauere Betrachtung der Genitalpapille, die bei geschlechtsreifen Weibchen deutlich größer ausfällt.

## Lebens- und Nahrungsweise
Der Lebensraum von Tropheus sind die Fels- und Geröllküsten des Tanganjikasees, die viele Versteckmöglichkeiten aufweisen. Dabei reicht das Habitat von Gebieten mit sehr großen Felsblöcken bis zu solchen, in denen nur Geröllhaufen mit relativ kleinem Gestein vorkommen. In jedem Fall bewohnen die Fische die oberen, sonnendurchfluteten Bereiche, da nur dort ein starker Algenbewuchs (Aufwuchs) auf den Steinen möglich ist. Mit ihrem speziell geformten Maul weiden die Buntbarsche diesen Aufwuchs von den Felsen ab. Die Pflanzenfresser können bis zu 15 Jahre alt werden. Daher ist auch bei der Aquarienhaltung darauf zu achten, dass überwiegend pflanzliche Nahrung gefüttert wird, z. B. Spirulinaflocken. Tropheus dürfen auf keinen Fall mit roten Mückenlarven gefüttert werden, da diese den Verdauungstrakt der Fische verstopfen und zum Tode führen.

## Fortpflanzung
Tropheus sind ovophile Maulbrüter, bei denen das Weibchen die Brutpflege übernimmt. Bei der Balz stellt sich das Männchen quer vor das Weibchen und rüttelt mit dem gesamten Körper. Willigt das Weibchen ein, laicht es auf flachem Untergrund relativ große Eier ab und nimmt diese sofort in ihr Maul auf. Dann nimmt das Pärchen eine T-förmige Stellung ein, wobei das Männchen seine Geschlechtsöffnung vor dem Maul des Weibchens platziert, die Spermien abgibt und so die Eier befruchtet. Nach etwa 28 Tagen verlassen dann 5 bis 15, maximal aber 25 Jungtiere das Maul der Mutter. Die kleinen Fische sind dann zwischen 10 und 12 mm groß.

## Allgemeines

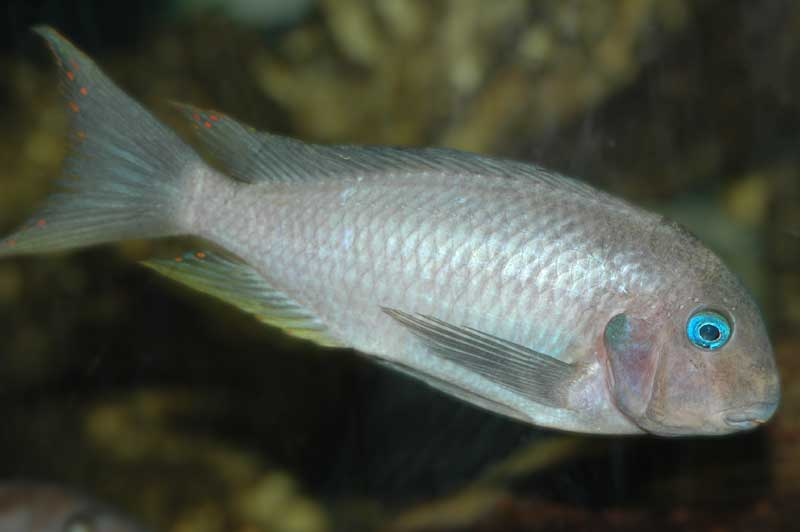
Tropheus polli

Es sind beliebte, jedoch nicht immer einfach zu pflegende Aquarienfische, die aufgrund ihrer Farbe und des Körperbaus von Aquarianern oft „Eierkohlen“ genannt werden. Sie werden meist in großen Gruppen gehalten, da sie im Becken eine starke innerartliche Aggression entwickeln.
Die starken innerartlichen Auseinandersetzungen führen bei der Nachzucht auch zu gewissen Schwierigkeiten, die mit den sogenannten Mbunas nicht zu vergleichen sind. So gelingt dem Züchter sehr oft nur eine Nachzucht ohne Verlust des weiblichen Tieres, wenn die Jungfische vorsichtig dem Maul der Mutter kurz vor dem ersten Verlassen dieses weiblichen Schutzraumes entnommen werden. Diese Prozedur sollte in der Nacht erfolgen, damit das pflegende Weibchen nicht durch die anderen Beckeninsassen bis zum Tode gehetzt wird.
Üblicherweise werden Weibchen anderer Arten nach der Eiaufnahme separiert, um höhere Nachzucht-Zahlen zu erhalten. Das gelingt bei den Tropheus-Arten kaum, da weibliche Tiere nach längerer Abwesenheit von der Gruppe auch in großen Becken bis zum Tode verfolgt werden.
Eine andere Möglichkeit ist die Zucht und Aufzucht in der Gruppe. Viele Versteck- und Ruhemöglichkeiten wie Unterstände und kleine Spalten (für Jungtiere) sind nötig. So kann man die Weibchen und Jungtiere in der Gruppe belassen und der Stress für die Tiere bei der Entnahme der Jungfische entfällt. Junge Weibchen sind oft nicht in der Lage, ihre Brut auszutragen oder freizugeben, da viele Züchter den Weibchen die Jungen entnehmen. Die Weibchen haben die Brutpflege verlernt. So sind oft drei oder vier Laichgänge nötig, bis die Zucht dann klappt.